# Hoje é dia de janeiro
"Hoje é dia de janeiro" é o incipit de uma conhecida quadra tradicional portuguesa. A sua temática é a circuncisão de Jesus, celebrada tradicionalmente no 1.º de janeiro. Por essa razão faz parte de várias cantigas de janeiras.

## Interpretação

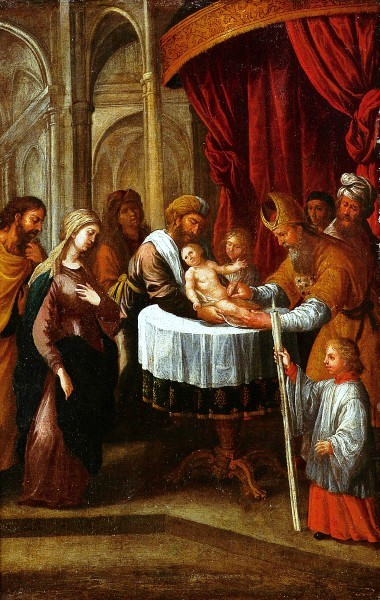
Circuncisão de Jesus (1651) por José de Avelar Rebelo.

O tema dos versos é a circuncisão de Jesus. De acordo com a tradição cristã este evento é de especial relevo, uma vez que é considerado a primeira das ocasiões em que Jesus Cristo derramou o seu sangue no processo de Redenção da Humanidade. Este simbolismo, surge já no século XIV na célebre Lenda Dourada de Jacopo de Varazze:
— Jacopo de Varazze
O sermão Xavier Dormindo e Xavier Acordado: Dormindo do padre António Vieira publicado em 1694 usa a mesma terminologia que os versos:
Seis vezes […] derramou Cristo seu preciosíssimo sangue: na Circuncisão, no Horto, nos açoutes, na coroação, na Cruz e na lançada. Saibamos; E de todo este sangue tantas vezes e por tantos modos derramado, ouve algum que tivesse alguma excelência, alguma ventagem, alguma prerrogativa ou quando menos alguma diferença pela qual mereça ser estimado, honrado e venerado com mais particular amor, com mais particular devoção, com mais particular afeto? Toda a Teologia mística, que é a que mais alcança de Deus, responde que sim e dá esta excelência e prerrogativa ao sangue que Cristo derramou no Horto. Mas, porquê? Que mais teve o sangue do Horto que o da Cruz, que o da coluna, que o da coroa de espinhos e mais tormentos?

## Versões
A quadra foi recolhida inserida em diversas cantigas, principalmente janeiras, nas regiões da Beira Alta, Beira Baixa[carece de fontes?], Baixo Alentejo e Algarve e no arquipélago dos Açores. A mais conhecida, "Hoje é dia de janeiro" é proveniente da Beira Alta e foi harmonizada pelo compositor português Fernando Lopes-Graça para a sua Segunda Cantata do Natal terminada em 1961.

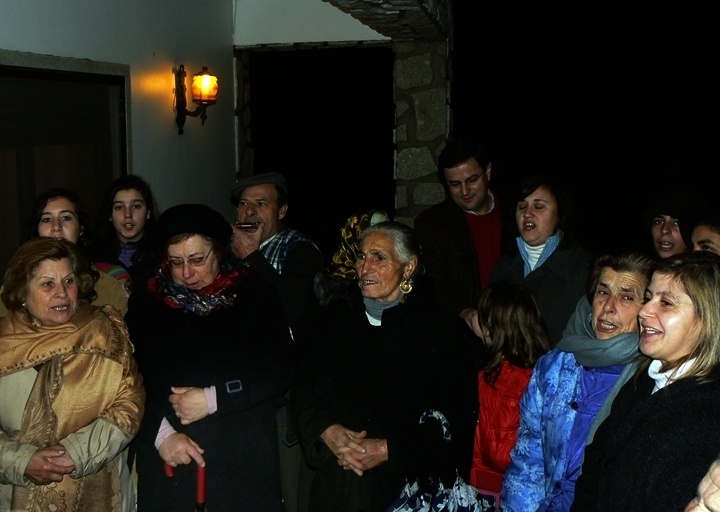
Grupo de janeireiros em Proença-a-Velha, Beira Baixa.

| Algarve (1917)                                                                                            | Mértola (1970)                                                                                           | Beira Alta                                                                                        |
| --- | --- | ------------------------------------------------------------------------------------------------- |
| Esta noite é de janeiras É de grande mer'cimento, Por ser a noite primeira Em que Deus passou tormento.   | Esta noite é de janeiras E dum grande mer'cimento, Por ser a noite primeira Em que Deus passou tormento. | Hoje é dia de janeiro E de grande merecimento, Por ser o dia primeiro Que Jesus passou tormento.  |
| Tormentos que Deus passou Foi porque os quis passar, Suas carnes cortou, Suas carnes deixou cortar.       | Os tormentos que passou Eu lhes digo a verdade, O seu sangue derramou P'ra salvar a Cristandade.         | Lá no céu está uma escada Feita mesmo à maravilha, Os senhores desta casa Digam todos viva, viva! |
| O seu sangue derramou, Seu sangue deixou derramar; Essas três pingas de sangue Deus as queira aproveitar. | | Despedidas queremos dar Como Cristo em Belém, Com as lágrimas nos olhos Se despede quem quer bem! |
| Da primeira se faz o pão, Da outra o vinho cristal, A outra que sobeja Espalhai p'la Cristandade.         | |                                                                                                   |